# Long Beach (Newfoundland en Labrador)
Long Beach is een plaats in de Canadese provincie Newfoundland en Labrador. De plaats bevindt zich aan de oostkust van het eiland Newfoundland en maakt deel uit van het local service district Caplin Cove-Southport.

## Geografie
Long Beach ligt aan de zuidelijke oever van Southwest Arm, een 24 km lange zeearm aan Newfoundlands oostkust. Het dorp is gelegen aan provinciale route 204 en ligt 5 km ten westen van Hodge's Cove en 8 km ten oosten van Queen's Cove.
Het is geografisch afgescheiden van de rest van Caplin Cove-Southport, daar de vijf andere plaatsen in dat LSD allen ten oosten van Hodge's Cove liggen.

## Geschiedenis
In 2012 kregen de inwoners van het gemeentevrije dorp Long Beach voor het eerst een beperkte vorm van lokaal bestuur doordat de plaats zich aansloot bij het local service district (LSD) Caplin Cove-Southport.

## Demografie
Tussen 1991 en 2011 daalde de bevolkingsomvang van Long Beach van 124 naar 100. Dat komt neer op een daling van 24 inwoners (-19,4%) in twintig jaar tijd. Sinds de fusie met Caplin Cove-Southport in 2012 worden er geen aparte demografische data meer verzameld voor de plaats.
| Demografische ontwikkeling van Long Beach tussen 1991 en 2011 |
| ------------------------------------------------------------- |
|                                                               |
| Bron: Statistics Canada (1991–1996, 2001–2006, 2011)          |